# Аалтонен, Юхаматти
Юхаматти Тапио А́алтонен, (фин. Juhamatti Tapio Aaltonen; род. 4 июня 1985, Ий, Оулу) — финский хоккеист, правый нападающий. Воспитанник клуба «Кярпят». Игрок клуба «Млада-Болеслав».

## Карьера

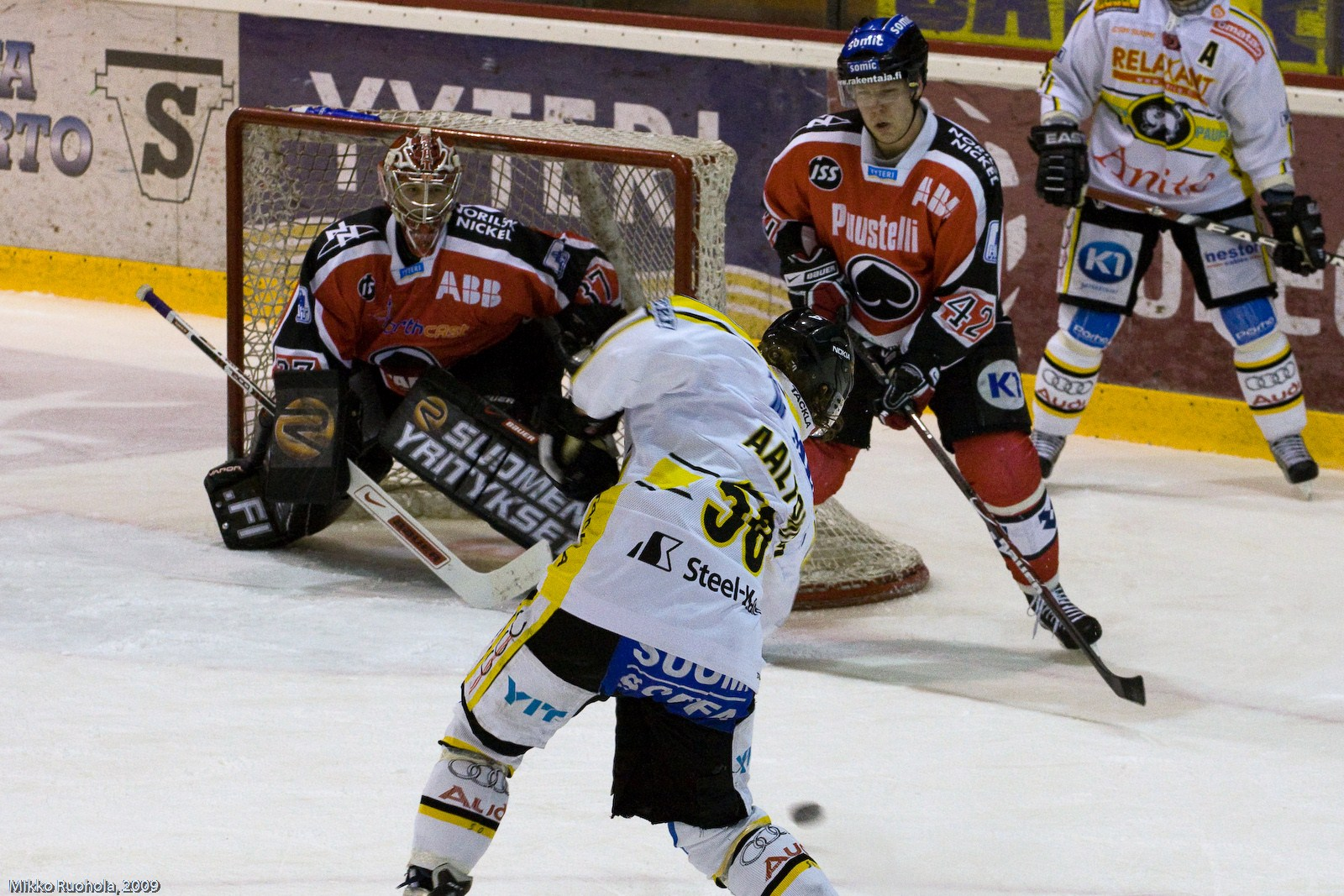
Аалтонен в составе Кярпята

Юхаматти Аалтонен начал свою профессиональную карьеру в 2003 году в составе родного «Кярпята», выступая до этого за его юниорский и молодёжный составы. За год до этого на драфте НХЛ он был выбран в 9 раунде под общим 284 номером клубом «Сент-Луис Блюз». В составе клуба из Оулу Юхаматти выступал до 2009 года и за это время стал трёхкратным чемпионом Финляндии, а также дважды выходил в финал Кубка европейских чемпионов.
28 августа 2009 года Аалтонен перешёл в клуб «Пеликанс», в составе которого сразу же стал лучшим снайпером сезона в SM-liiga, забросив 28 шайб в 58 матчах и добавив к ним 21 результативную передачу.
15 июня 2010 года Юхаматти, несмотря на интерес к своей персоне со стороны питерского СКА, подписал контракт с магнитогорским «Металлургом», в составе которого в сезоне 2010/11 он стал одним из лучших бомбардиров, набрав 48 (26+22) очков в 74 проведённых матчах.
19 июля 2012 года Юхаматти Аалтонен подписал контракт с челябинским «Трактором», но не явился в расположение клуба из-за проблем со здоровьем (у Юхаматти повышенное глазное давление). В итоге он решил продолжить карьеру в НХЛ. Все права на хоккеиста в КХЛ с 12 декабря 2013 года закреплены за московским «Динамо». В настоящее время Аалтонен является игроком финского клуба «Пеликанс».

### Международная
В составе сборной Финляндии Юхаматти Аалтонен принимал участие в чемпионате мира среди юниоров 2003 года и взрослых чемпионатах мира, на одном из которых (в 2011 году) он вместе с командой завоевал золотые награды, набрав 3 (1+2) очка в 9 матчах. Также Юхаматти неоднократно призывался в состав сборной для участия в матчах Еврохоккейтура. В четвертьфинальном игре в Сочи-2014 в матче со сборной России Аалтонен забил важный гол в 10:43 помогая Финляндии выиграть бронзовые медали на турнире.

## Достижения
- Чемпион мира — 2011.
- Чемпион Финляндии (3): 2004/05, 2006/07, 2007/08.
- Серебряный призёр чемпионата Финляндии 2008/09.
- Бронзовый призёр чемпионата Финляндии 2005/06.
- Финалист Кубка европейских чемпионов (2): 2005, 2006.
- Лучший снайпер чемпионата Финляндии 2009/10 (28 шайб).
- Бронзовый призёр XXII Олимпийских зимних игр в дисциплине хоккей с шайбой в составе сборной Финляндии.

## Статистика
| Легенда | Легенда                    | Легенда | Легенда                   | Легенда | Легенда    |
| ------- | -------------------------- | ------- | ------------------------- | ------- | ---------- |
| И       | Количество проведённых игр | Штр     | Штрафное время            | +/−     | Плюс-минус |
| Г       | Голы                       | П       | Голевые передачи          | О       | Очки       |
| -       | Статистика неизвестна      | —       | Статистика не учитывалась |         |            |